# Sédition
Cet article possède un paronyme, voir sédation.
 (janvier 2021).
- Si vous ne connaissez pas le sujet, laissez ce bandeau (vous pouvez alors contacter les auteurs).
- Si vous supprimez le contenu mis en cause (vous pouvez préalablement contacter les auteurs),

argumentez précisément cette suppression dans la page de discussion
(un manque de référence n'est pas un argument ; une recherche réelle de référence doit avoir été effectuée, être formellement documentée).

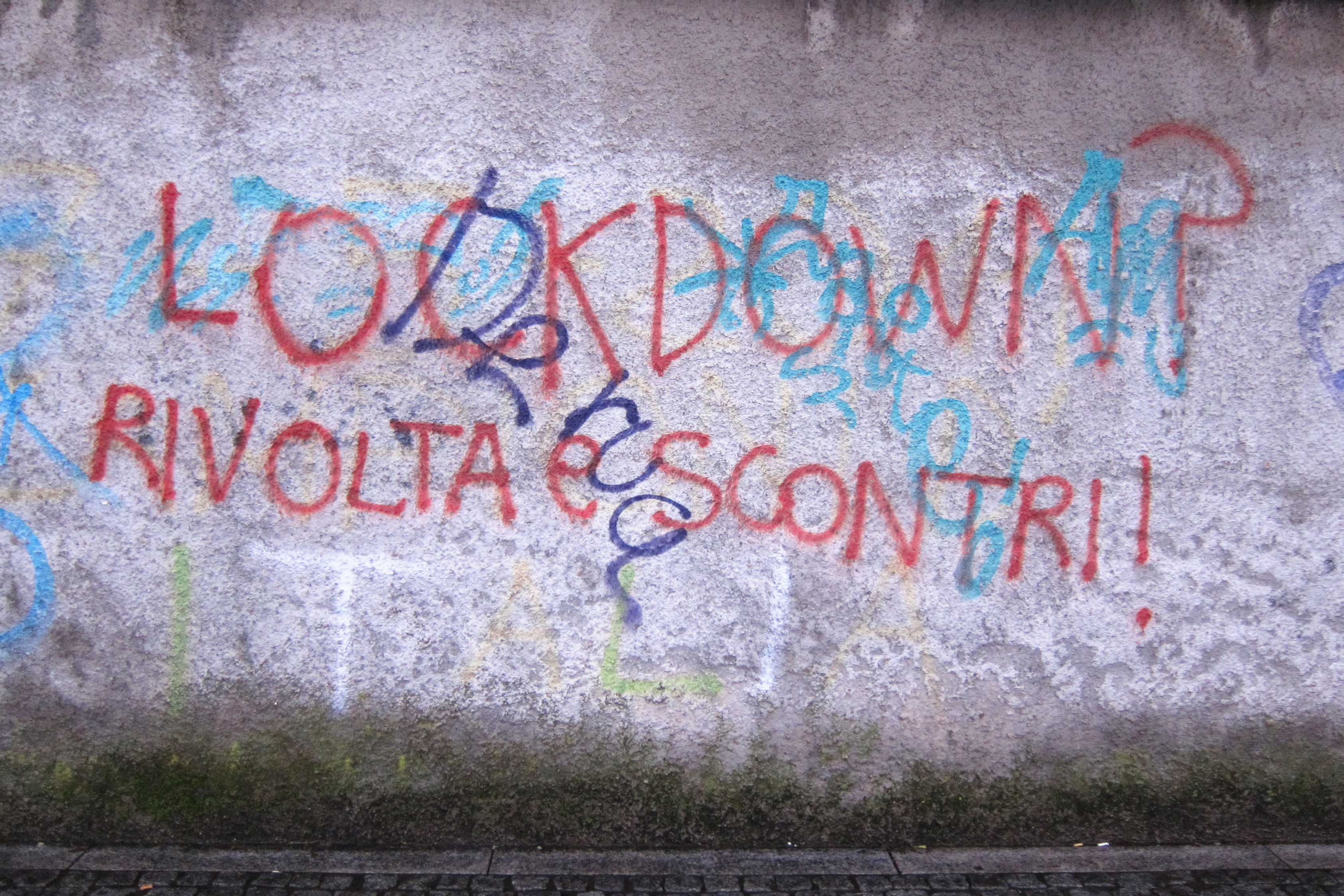
Graffiti anti-confinement à Milan en 2020.

La sédition est synonyme d'incitation à l'émeute, à la révolte et au soulèvement contre la puissance établie. Dans nombre de pays anglo-saxons, il s'agit d'une qualification juridique faisant référence à des écrits, discours ou organisations qui sont considérés par la justice comme incitant à l'insurrection contre l'ordre établi.

## Histoire
L'acception juridique moderne de la sédition dans les pays anglo-saxons remonte à l'ère élisabéthaine (vers 1590). Elle est alors définie comme un acte incitant par le verbe ou les écrits à une désaffection envers l'État ou l'autorité constituée. Alors que le crime de trahison vise avant tout les classes privilégiées comme les opposants ecclésiastiques, prêtres et Jésuites ainsi que certains roturiers, celui de sédition vise surtout les intellectuels.

### Australie
Les lois contre la sédition en Australie furent amendées par l'Australian Anti-Terrorism Act (« loi anti-terroriste australienne ») du 6 décembre 2005 qui en redéfinissait le sens et augmentait les peines encourues.
À la fin 2006, le gouvernement Howard proposa même d'amender l'Australian criminal law de 1914, en introduisant des lois, susceptibles de conduire en prison pour une durée de sept ans, les artistes et écrivains dont les œuvres seraient considérées comme séditieuses ou inspirant la sédition de manière délibérée ou accidentelle. Les opposants firent remarquer que ces lois pourraient être utilisées contre des opposants légitimes à la politique gouvernementale.

### Canada
Lors de la Seconde Guerre mondiale, le maire de Montréal, Camillien Houde, fit campagne contre la conscription au Canada. Le 2 août 1940, Houde invita publiquement les hommes du Québec à ignorer le National Registration Act. Trois jours plus tard, il fut arrêté par la gendarmerie royale du Canada pour sédition. Après avoir été reconnu coupable, il fut interné dans des camps à Petawawa et à Gagetown jusqu'en 1944.
Lors de la Révolution tranquille, l'ouvrage de Pierre Vallières, Nègres blancs d'Amérique, est saisi par la police le 31 octobre 1969, puisque considéré par le régime canadien comme un libelle séditieux, en vertu de l'article 59 (2) du code criminel canadien. Le procès n'aura cependant jamais lieu et les poursuites sont abandonnées en 1973.

### France
Le capitaine chef militaire de « l'île à morue », située à Saint-Pierre-et-Miquelon, décida de protéger un marin condamné à mort en 1889, estimant qu'il voulait se racheter, qu'il rendait de petits services aux habitants, et notamment à sa femme, laquelle voulut le protéger et le réhabiliter.
Elle estimait alors qu'aucun homme ne peut être foncièrement méchant, et qu'il méritait une seconde chance.
Le capitaine fut finalement jugé en cour martiale et fusillé pour sédition.
Un film réalisé par Patrice Leconte (2000) relate cette histoire : La Veuve de Saint-Pierre.

### Espagne
Au terme du référendum de 2017 sur l'indépendance de la Catalogne, et de la proclamation d'indépendance qui s'est ensuivie, les membres du gouvernement de Catalogne, la présidente du Parlement de Catalogne et le chef des Mossos d'Esquadra (la police régionale) ont, notamment, été condamnés  pour sédition et malversation.

### Inde
En Janvier 2012, le dessinateur Aseem Trivedi fut arrêté pour sédition après avoir publié des dessins critiquant la corruption dans son pays. Les dessins détournant l’emblème indien et le Parlement furent jugés anti-Inde par un avocat local qui porta plainte. L'arrestation de Aseem Trivedi fut très mal jugée par la population, reprochant aux autorités de brimer la liberté d'expression.

### Afrique-du-Sud
Nelson Mandela fut condamné à perpétuité le 12 Juin 1964 pour avoir défendu la population noire du racisme et de l'apartheid.